# Li Qian (boxeadora)
Li Qian (en chino: 李倩; Shangqiu, 6 de junio de 1990) es una deportista china que compite en boxeo.
Participó en tres Juegos Olímpicos de Verano entre los años 2016 y 2024, obteniendo tres medallas: bronce en Río de Janeiro 2016, plata en Tokio 2020 y oro en París 2024.

## Palmarés internacional
| Juegos Olímpicos | Juegos Olímpicos        | Juegos Olímpicos  | Juegos Olímpicos |
| Año              | Lugar                   | Medalla           | Categoría        |
| ---------------- | ----------------------- | ----------------- | ---------------- |
| 2016             | Río de Janeiro (Brasil) | Medalla de bronce | Peso medio       |
| 2020             | Tokio (Japón)           | Medalla de plata  | Peso medio       |
| 2024             | París (Francia)         | Medalla de oro    | 75 kg            |